# Neal H. Moritz
Neal H. Moritz (Los Angeles, 6 giugno 1959) è un produttore cinematografico statunitense, fondatore della Original Film.

## Biografia
Laureatosi presso la USC School of Cinema-Television nel 1985, Moritz proviene da una famiglia di uomini d'affari che hanno sempre lavorato nel campo cinematografico; suo padre ha lavorato nel reparto pubblicità dell'American International Pictures mentre suo nonno è stato proprietario di numerose sale cinematografiche a Los Angeles. 
Nella sua carriera, Moritz ha prodotto più di 70 film, tra i più noti vi sono le saghe horror So cosa hai fatto e Urban Legend, oltre la saga d'azione Fast and Furious. Moritz ha prodotto Un'impresa da Dio (sequel di Una settimana da Dio), Io sono leggenda con Will Smith, e diverse commedie come Un amore di testimone, Il cacciatore di ex e Cambio vita.

## Filmografia

### Produttore

#### Cinema
- Juice, regia di Ernest Dickerson (1992)
- The Stöned Age, regia di James Melkonian (1994)
- Vulcano - Los Angeles 1997 (Volcano), regia di Mick Jackson (1997)
- So cosa hai fatto (I Know What You Did Last Summer), regia di Jim Gillespie (1997)
- Urban Legend, regia di Jamie Blanks (1998)
- Incubo finale (I Still Know What You Did Last Summer), regia di Danny Cannon (1998)
- Cruel Intentions - Prima regola non innamorarsi (Cruel Intentions), regia di Roger Kumble (1999)
- Da ladro a poliziotto (Blue Streak), regia di Les Mayfield (1999)
- Uno spostato sotto tiro (Held Up), regia di Steve Rash (1999)
- The Skulls - I teschi (The Skulls), regia di Rob Cohen (2000)
- Urban Legend - Final Cut (Urban Legends: Final Cut), regia di John Ottman (2000)
- Cruel Intentions 2 - Non illudersi mai (Cruel Intentions 2), regia di Roger Kumble (2000)
- Assatanata (Saving Silverman), regia di Dennis Dugan (2001)
- Fast and Furious (The Fast and the Furious), regia di Rob Cohen (2001)
- Soul Survivors - Altre vite (Soul Survivors), regia di Stephen Carpenter (2001)
- Prigione di vetro (The Glass House), regia di Daniel Sackheim (2001)
- Non è un'altra stupida commedia americana (Not Another Teen Movie), regia di Joel Gallen (2001)
- Slackers, regia di Dewey Nicks (2002)
- The Skulls II, regia di Joe Chappelle (2002)
- xXx, regia di Rob Cohen (2002)
- Tutta colpa dell'amore (Sweet Home Alabama), regia di Andy Tennant (2002)
- 2 Fast 2 Furious, regia di John Singleton (2003)
- S.W.A.T. - Squadra speciale anticrimine (S.W.A.T.), regia di Clark Johnson (2003)
- Out of Time, regia di Carl Franklin (2003)
- Torque - Circuiti di fuoco (Torque), regia di Joseph Kahn (2004)
- The Skulls III, regia di J. Miles Dale (2004)
- Cruel Intentions 3 - Il fascino della terza volta (Cruel Intentions 3), regia di Scott Ziehl (2004)
- xXx 2: The Next Level (xXx: State of the Union), regia di Lee Tamahori (2005)
- Devour - Il gioco di Satana (Devour), regia di David Winkler (2005)
- Stealth - Arma suprema (Stealth), regia di Rob Cohen (2005)
- The Fast and the Furious: Tokyo Drift, regia di Justin Lin (2006)
- Cambia la tua vita con un click (Click), regia di Frank Coraci (2006)
- Leggenda mortale (I'll Always Know What You Did Last Summer), regia di Sylvain White (2006)
- La gang di Gridiron (Gridiron Gang), regia di Phil Joanou (2006)
- Un'impresa da Dio (Evan Almighty), regia di Tom Shadyac (2007)
- Io sono leggenda (I Am Legend), regia di Francis Lawrence (2007)
- Prospettive di un delitto (Vantage Point), regia di Pete Travis (2008)
- Che la fine abbia inizio (Prom Night), regia di Nelson McCormick (2008)
- Un amore di testimone (Made of Honor), regia di Paul Weiland (2008)
- Fast & Furious - Solo parti originali (Fast & Furious), regia di Justin Lin (2009)
- Il cacciatore di ex (The Bounty Hunter), regia di Andy Tennant (2010)
- The Green Hornet, regia di Michel Gondry (2011)
- La musica che non ti ho detto (The Music Never Stopped), regia di Jim Kohlberg (2011)
- S.W.A.T. - Squadra speciale anticrimine 2 (S.W.A.T.: Firefight), regia di Benny Boom (2011)
- World Invasion (Battle: Los Angeles), regia di Jonathan Liebesman (2011)
- Fast & Furious 5 (Fast Five), regia di Justin Lin (2011)
- Cambio vita (The Change-Up), regia di David Dobkin (2011)
- 21 Jump Street, regia di Phil Lord e Christopher Miller (2012)
- Total Recall - Atto di forza (Total Recall), regia di Len Wiseman (2012)
- Il cacciatore di giganti (Jack the Giant Slayer), regia di Bryan Singer (2013)
- Dead Man Down - Il sapore della vendetta (Dead Man Down), regia di Niels Arden Oplev (2013)
- Fast & Furious 6 (Furious 6), regia di Justin Lin (2013)
- R.I.P.D. - Poliziotti dall'aldilà (R.I.P.D.), regia di Robert Schwentke (2013)
- 22 Jump Street, regia di Phil Lord e Christopher Miller (2014)
- Search Party, regia di Scot Armstrong (2014)
- Fast & Furious 7, regia di James Wan (2015)
- Piccoli brividi (Goosebumps), regia di Rob Letterman (2015)
- Passengers, regia di Morten Tyldum (2016)
- Fast & Furious 8 (The Fate of the Furious), regia di F. Gary Gray (2017)
- S.W.A.T. - Sotto assedio (S.W.A.T.: Under Siege), regia di Tony Giglio (2017)
- Hunter Killer - Caccia negli abissi (Hunter Killer), regia di Donovan Marsh (2018)
- Piccoli brividi 2 - I fantasmi di Halloween (Goosebumps 2: Haunted Halloween), regia di Ari Sandel (2018)
- Escape Room, regia di Adam Robitel (2019)
- Attraverso i miei occhi (The Art of Racing in the Rain), regia di Simon Curtis (2019)
- Sonic - Il film (Sonic the Hedgehog), regia di Jeff Fowler (2020)
- Bloodshot, regia di Dave Wilson (2020)
- Spenser Confidential, regia di Peter Berg (2020)
- Fast & Furious 9 - The Fast Saga (F9: The Fast Saga), regia di Justin Lin (2021)
- Escape Room 2 - Gioco mortale (Escape Room: Tournament of Champions), regia di Adam Robitel (2021)
- Sonic 2 - Il film (Sonic the Hedgehog 2), regia di Jeff Fowler (2022)
- Fast X, regia di Louis Leterrier (2023)
- Sonic 3 - Il film (Sonic the Hedgehog 3), regia di Jeff Fowler (2024)
- So cosa hai fatto (I Know What You Did Last Summer), regia di Jennifer Kaytin Robinson (2025)

#### Televisione
- La grande truffa (Framed), regia di Dean Parisot – film TV (1990)
- Giustizia cieca (Blind Justice), regia di Richard Spence – film TV (1994)
- Rat Pack - Da Hollywood a Washington (The Rat Pack), regia di Rob Cohen – film TV (1998)
- Shasta McNasty – serie TV, episodi 1x1-1x2-1x3 (1999)
- Monster!, regia di John Lafia – film TV (1999)
- Cabin by the Lake, regia di Po-Chih Leong – film TV (2000)
- Hendrix, regia di Leon Ichaso – film TV (2000)
- Piccoli delitti tra amici (Class Warfare), regia di Richard Shepard – film TV (2001)
- Ritorno al lago maledetto (Return to Cabin by the Lake), regia di Po-Chih Leong – film TV (2001)
- Shotgun Love Dolls, regia di T.J. Scott – film TV (2001)
- Still Life – serie TV (2003)
- Vegas Dick, regia di Frederick King Keller – film TV (2003)
- The Pool at Maddy Breaker's, regia di Gerry Cohen – film TV (2003)
- Greg the Bunny – serie TV, 13 episodi (2002-2004)
- Mr. Ed, regia di Michael Spiller – film TV (2004)
- Tru Calling – serie TV, 26 episodi (2003-2005)
- Point Pleasant – serie TV, 13 episodi (2005-2006)
- Not Another High School Show, regia di Joel Gallen – film TV (2007)
- SIS - Sezione Indagini speciali (SIS), regia di John Herzfeld – film TV (2008)
- Untitled Dave Caplan Pilot, regia di Ted Wass – film TV (2008)
- Prison Break: The Final Break, regia di Kevin Hooks e Brad Turner – film TV (2009)
- The Big C – serie TV, 40 episodi (2010-2013)
- Save Me – serie TV, 6 episodi (2013)
- Roadside Picnic – serie TV, episodi 1x1 (2016)
- Cruel Intentions, regia di Roger Kumble – film TV (2016)
- Prison Break – serie TV, 89 episodi (2005-2017)
- Happy! – serie TV, 13 episodi (2017-2019)
- Preacher – serie TV, 39 episodi (2016-2019)
- Fast & Furious: Piloti sotto copertura (Fast & Furious Spy Racers) – serie TV, 32 episodi (2019-2021)
- S.W.A.T. – serie TV, 75 episodi (2017-2021)
- The Boys – serie TV, 21 episodi (2019-2021)
- Goosebumps – serie TV (2021)
- Gen V – serie TV, 8 episodi (2023)